# Grands chefs d'orchestre
Pour plus de détails, voir Fiche technique et Distribution.
Grands Chefs d'orchestre (Messa da Requiem von Giuseppe Verdi) est un film documentaire italo-allemand réalisé par Henri-Georges Clouzot, sorti en 1967.

## Synopsis
Le 16 janvier 1967, pour le dixième anniversaire de la mort d'Arturo Toscanini, Herbert von Karajan, qui lui vouait une grande admiration et avait été son élève, dirige le Requiem de Verdi à la Scala de Milan. Les 14 et 15 janvier, pour ne pas perturber l'hommage solennel, Clouzot filme le concert dans la salle vide. Il réalise ainsi un film qui tient autant du reportage que du concert filmé.

## Fiche technique
- Titre : Grands chefs d'orchestre
- Titre original : Messa da Requiem von Giuseppe Verdi
- Réalisation : Henri-Georges Clouzot
- Musique : Giuseppe Verdi
- Photographie : Armand Thirard
- Montage : Madeleine Gug
- Pays d'origine :  Italie |  Allemagne de l'Ouest
- Format : Couleurs - 1,37:1 - Stéréo
- Genre : Film documentaire
- Durée : 88 minutes
- Date de sortie : 1967

## Distribution
- Herbert von Karajan : lui-même, chef d'orchestre
- Leontyne Price : soprano
- Fiorenza Cossotto : mezzo-soprano
- Luciano Pavarotti : ténor
- Nicolai Ghiaurov : basse

## Interprétation musicale
- L'orchestre et le chœur de la Scala de Milan
- Le concert filmé par Clouzot est réédité en DVD en 2005 par Deutsche Grammophon dans une version remasterisée.